# Croix d'Agnat
La croix d'Agnat  est une croix monumentale située à Agnat, en France.

## Situation
La croix est située sur le territoire de la commune d'Agnat, derrière le chevet de l'église Saint-Julien-l'Hospitalier, sur une petite place, dans le département de la Haute-Loire, en région Auvergne-Rhône-Alpes.

## Historique
La croix est datée du XIIIe siècle ou du XIVe siècle.
La croix est inscrite au titre des monuments historiques par arrêté du 11 juin 1930.

## Galerie

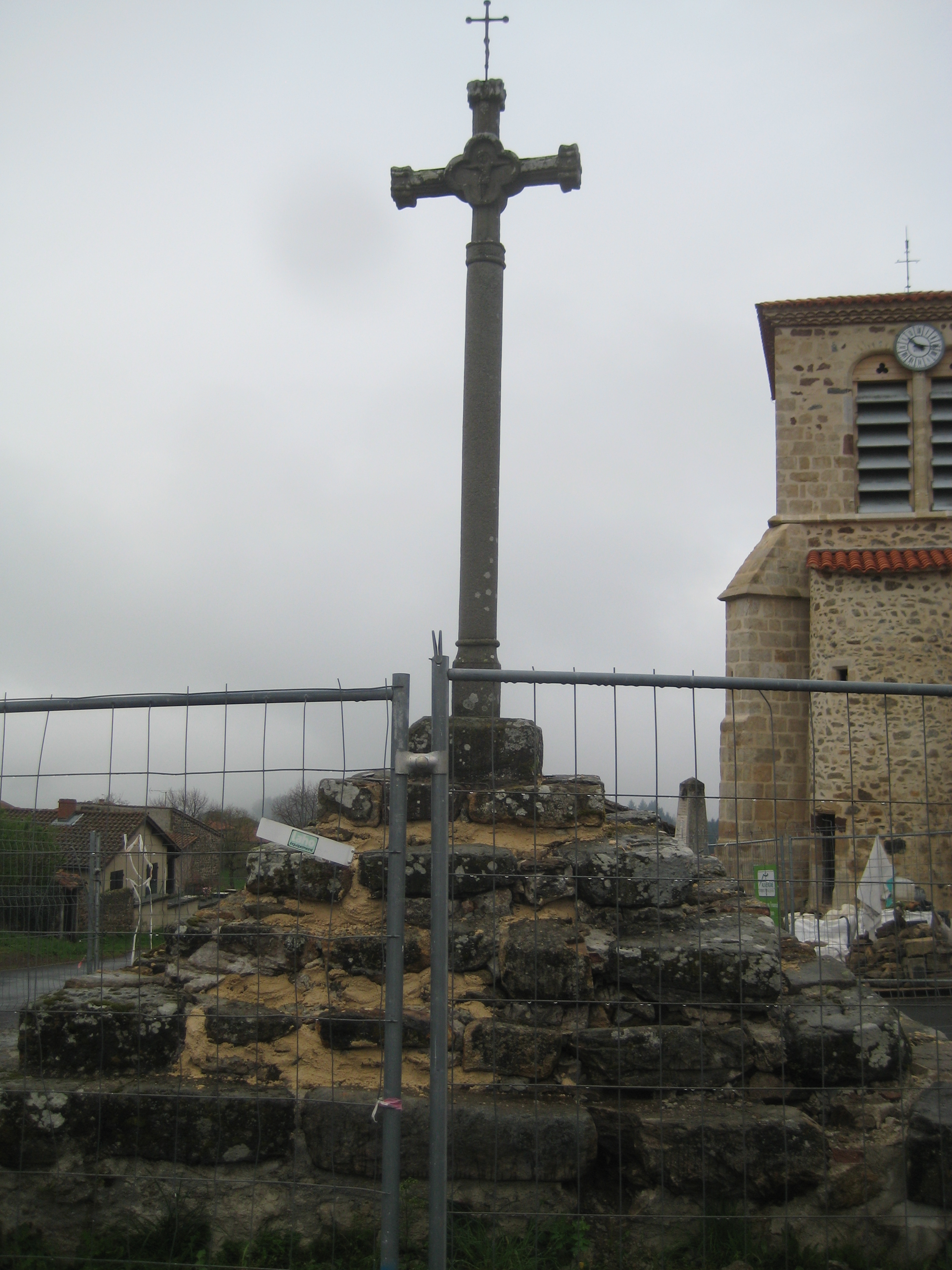
Croix d'Agnat sur son socle à six marches.
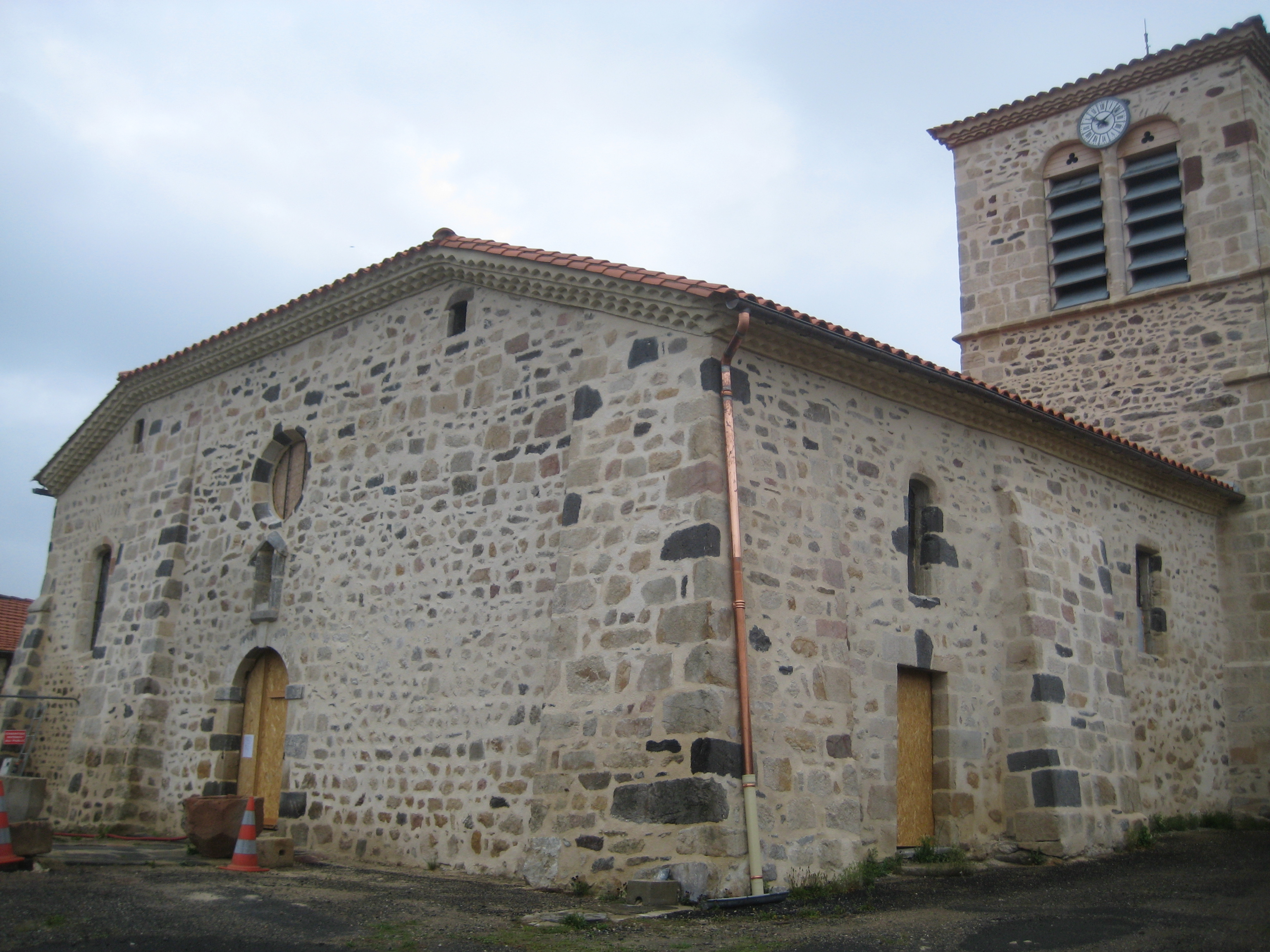
Église Saint-Julien-l'Hospitalier.

## Description
Sur un socle carré et composé de six marches, repose le fût de la croix, de section ronde sur lequel est posée la croix proprement dite. Le croisillon est de section octogonale et les extrémités sont terminées par des fleurons de forme quasi carrée. Au centre du croisillon, un quadrilobe en relief est présent. La croix, en pierre, est surmontée d'une petite croix en fer forgé.
Au niveau iconographique, un côté représente le thème de la Crucifixion gravé dans le quadrilobe : Christ syriaque portant la couronne, en jupette et bras horizontaux. L'autre côté de la croix n'a pas de représentation figurée.